# Karolina Kochaniak-Sala
Karolina Kochaniak-Sala (ur. 5 lipca 1995 w Szczecinie) – polska piłkarka ręczna, występująca na pozycji rozgrywającej, zawodniczka Zagłębia Lubin.

## Kariera zawodnicza
Wychowanka Kusego Szczecin, w 2014 r. podpisała kontrakt z Pogonią Szczecin, z którą święciła swoje największe sukcesy. Progres formy widoczny nie tylko w ligowych meczach, ale również w europejskich pucharach przełożył się na powołania do reprezentacji Polski juniorek i młodzieżowej. W 2017 r. zadebiutowała w nowo utworzonej reprezentacji Polski B. W czerwcu 2018 r. otrzymała powołanie na akademickie mistrzostwach świata w piłce ręcznej kobiet, które odbyły się w chorwackiej Rijece, jednak z uwagi na kontuzję ręki, ostatecznie nie wzięła udziału w imprezie, Polska zajęła wówczas 4. miejsce. W grudniu 2018 r. wzięła udział w mistrzostwach Europy. W lipcu 2019 r. wraz z Wyższą Szkołą Społeczno-Przyrodniczą w Lublinie zdobyła złoto w Akademickich Mistrzostwach Europy w piłce ręcznej kobiet. W sezonie 2019/20 grała w MKS Lublin. 5 października 2019 zaliczyła debiut w Lidze Mistrzyń, w wyjazdowym spotkaniu przeciwko Rostov-Don wpisała się czterokrotnie na listę strzelczyń. Z drużyną z Lublina w sezonie 2019/2020 zdobyła swój pierwszy złoty medal w rozgrywkach o Mistrzostwo Polski (rozgrywki zostały skrócone z powodu pandemii COVID-19). Od sezonu 2020/21 jest zawodniczką Zagłębia Lubin. W grudniu 2020 r. wystąpiła na mistrzostwach Europy, w listopadzie 2022 na mistrzostwach Europy.

## Sukcesy
Indywidualne
- Wielokrotnie wybierana do "Najlepszej siódemki kolejki" według portalu sportowefakty.pl[8]

Klubowe

### SPR Pogoń Szczecin
- Mistrzostwa Polski:
  -  2016
  -  2015
- Puchar Polski:
  -  2016, 2018, 2019
  -  2014, 2015
- Challenge Cup:
  -  2015, 2019

### MKS Lublin
- Mistrzostwa Polski:
  -  2020

### MKS Zagłębie Lubin
- Mistrzostwa Polski:
  -  2021, 2022, 2023, 2024
  -  2020
- Puchar Polski:
  -  2021
  -  2022

### Reprezentacja
- Akademickie Mistrzostwa Europy:
  -  2019